# Przylaszczka pospolita

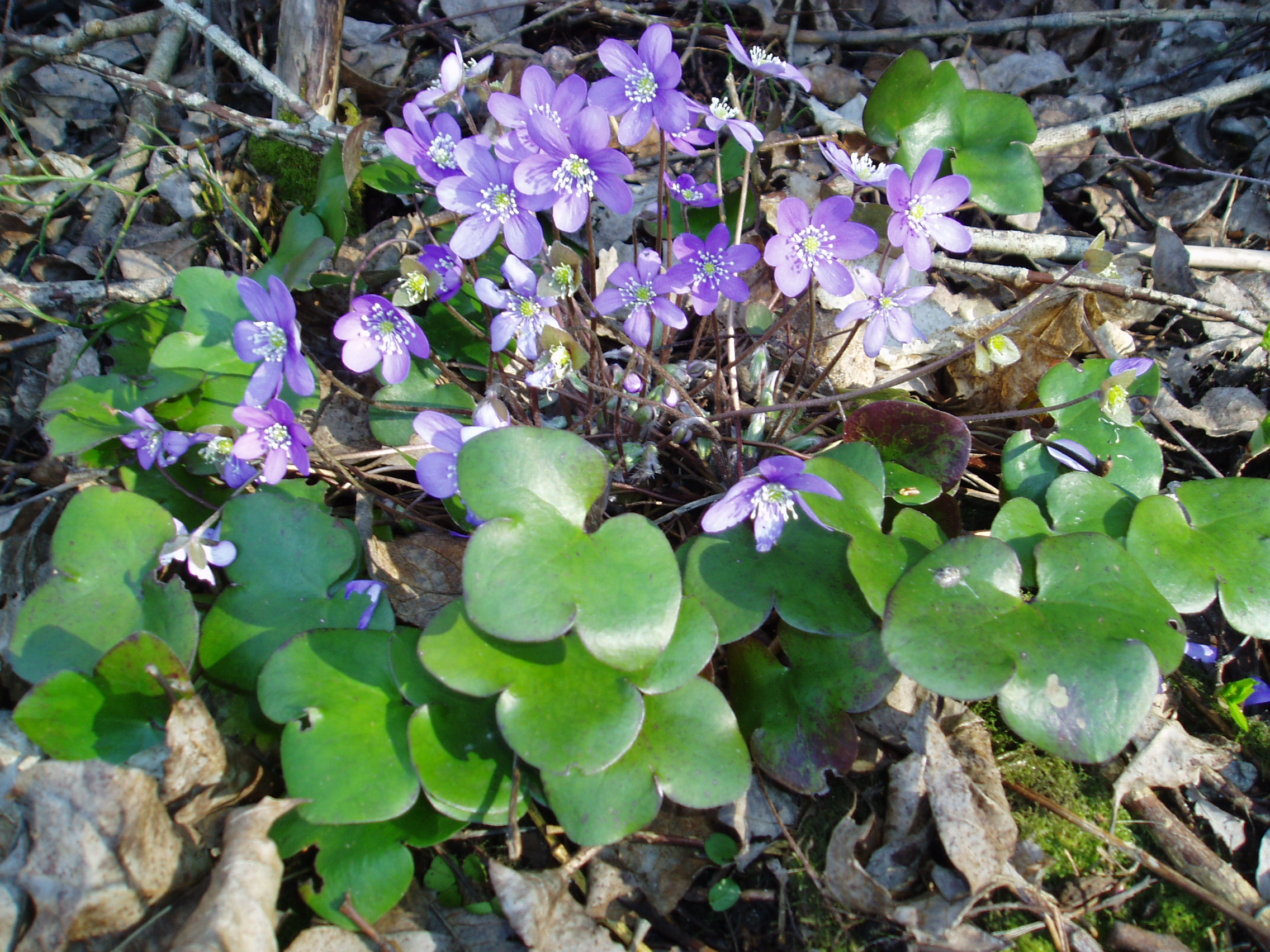
Pokrój rośliny kwitnącej

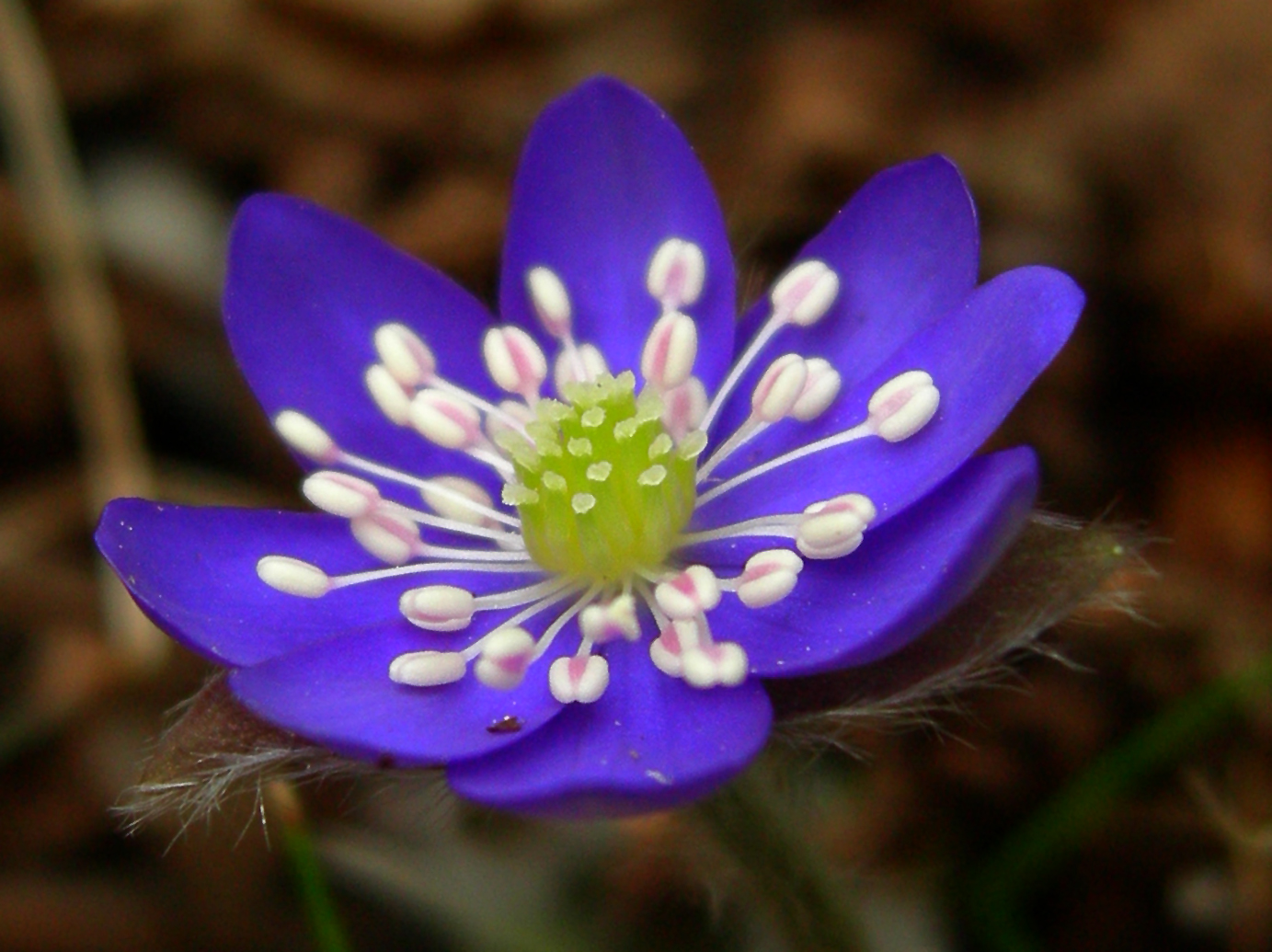
Kwiat odmiany typowej

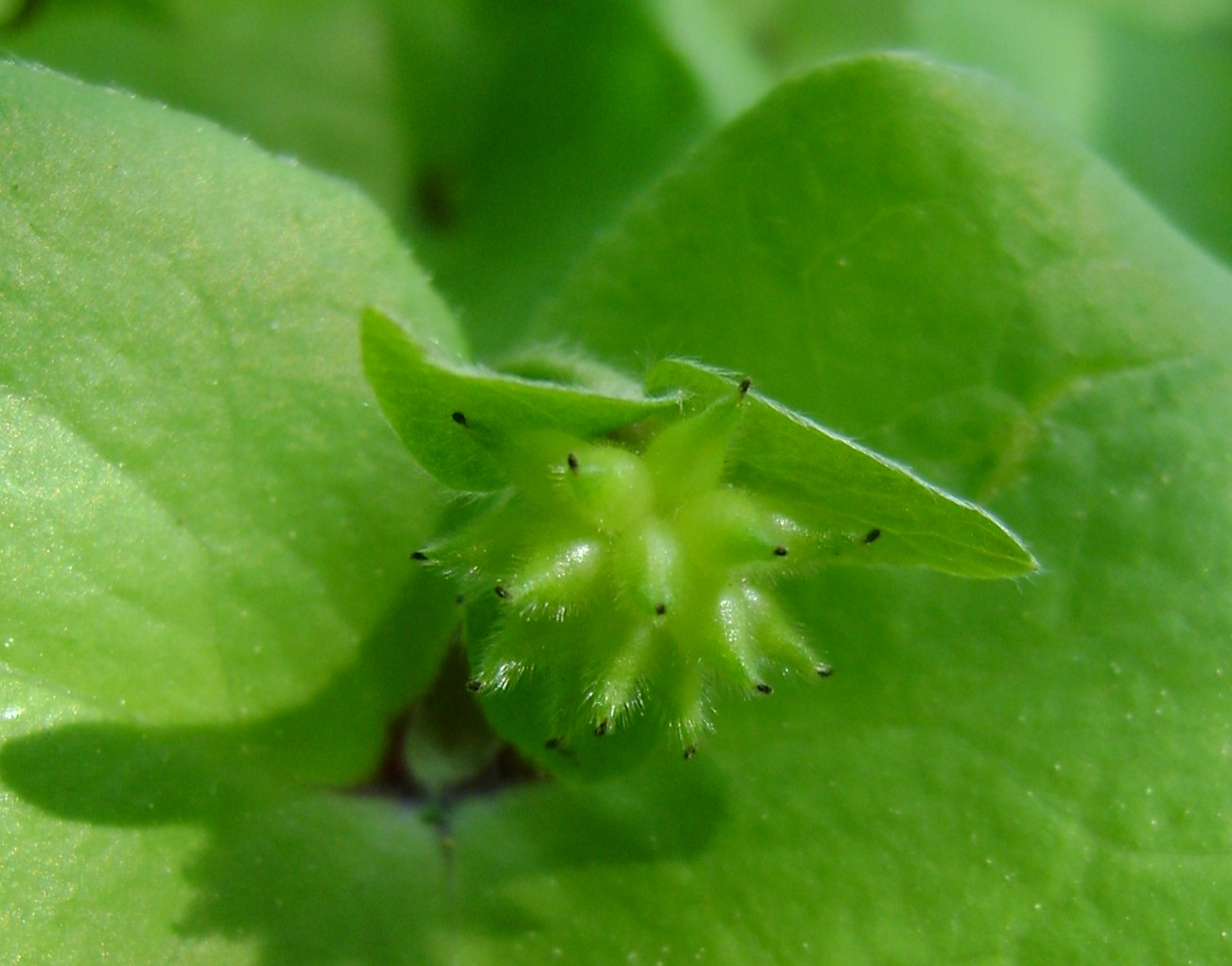
Owoce

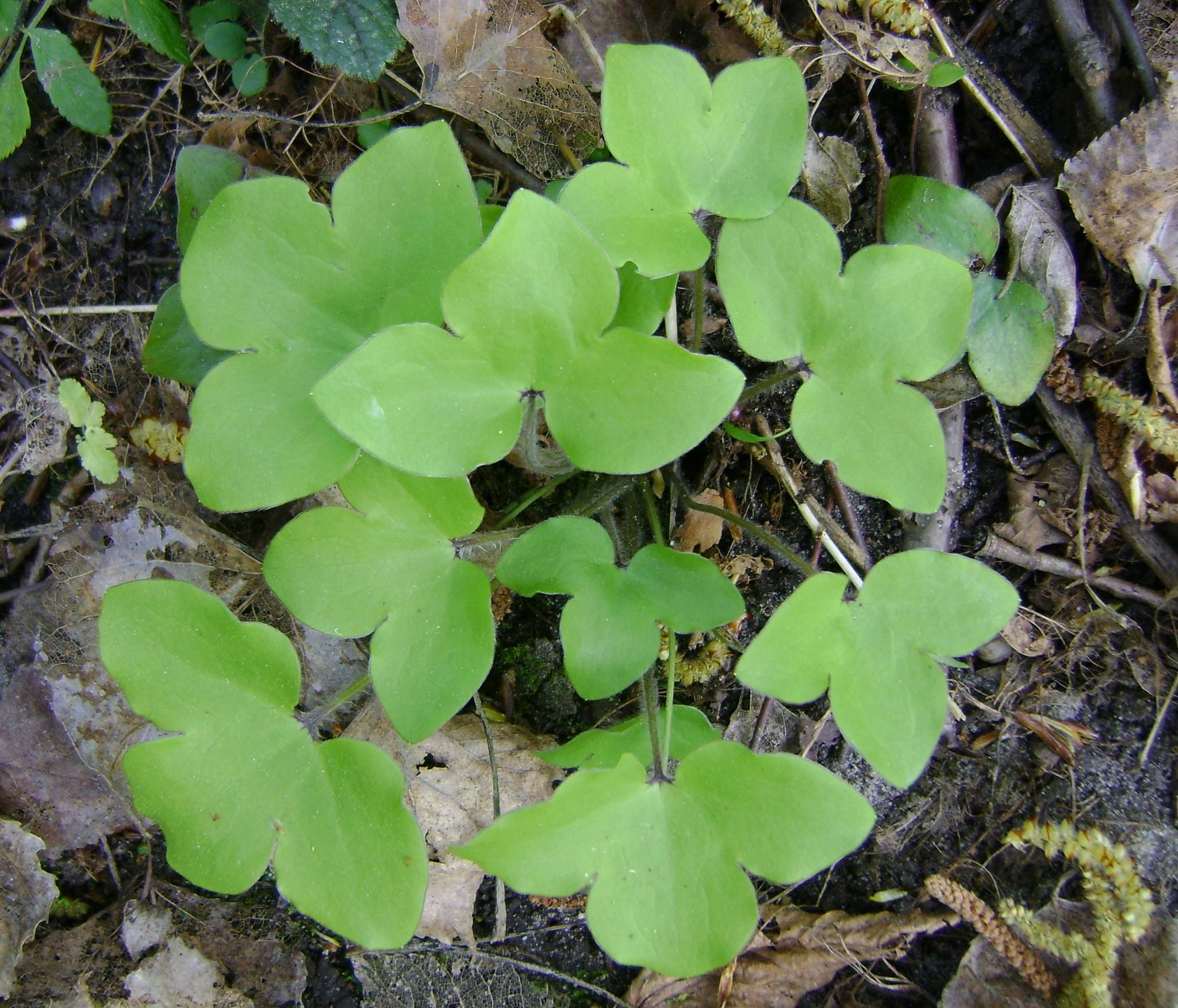
Liście

Przylaszczka pospolita (Hepatica nobilis Mill.) – gatunek rośliny wieloletniej z rodziny jaskrowatych. Występuje na terenie niemal całej Europy oraz na Dalekim Wschodzie. W Polsce należy do dość rozpowszechnionych gatunków w żyznych lasach liściastych i tylko lokalnie jest rzadsza lub całkiem jej brak. W wielu krajach jest uprawiana jako roślina ozdobna, w przeszłości była także stosowana jako roślina lecznicza. Dla ochrony dzikich populacji w Polsce przed zrywaniem kwiatów i wykopywaniem roślin przylaszczka objęta była do 2014 roku ochroną gatunkową. Naukowa nazwa pochodzi od kształtu liści kojarzących się z płatami wątroby (łac. hepar – wątroba).

## Zasięg geograficzny
Zasięg odmiany typowej (var. nobilis) obejmuje rozległe obszary Europy z wyjątkiem jej północnych i południowych krańców. Granica zasięgu biegnie przez środkową część Półwyspu Skandynawskiego, przez południowo-zachodnią Finlandię do Rosji. Obejmuje północno-zachodnią część tego kraju i następnie przez północną Ukrainę sięga do Rumunii i północnych krańców Grecji. W Europie południowej przylaszczka obecna jest na Półwyspie Apenińskim z wyjątkiem jego południowych krańców oraz w środkowej i północnej Hiszpanii. Granica zachodnia biegnie przez południową Francję, przez zachodnie Niemcy do Danii. Rozdzielone rozległą dysjunkcją odmiany geograficzne występują także na Półwyspie Koreańskim i terenach przyległych oraz w Japonii. Gatunek w szerokim ujęciu obejmuje swym zasięgiem także Amerykę Północną, gdzie występują przylaszczki obecnie uznawane jednak zwykle za odrębne gatunki (Anemone acutiloba, A. americana), określane mianem „zastępczych”, ponieważ cechują się podobną ekologiczną skalą tolerancji i zajmują te same siedliska, co przylaszczki euroazjatyckie.
W Polsce przylaszczka jest rozpowszechniona niemal w całym kraju. Brak jej tylko w wyższych partiach Karpat, bardzo rozproszona jest na niektórych obszarach ziemi lubuskiej i Dolnego Śląska, na północnym Mazowszu.

## Morfologia
PokrójCała roślina osiąga wysokość 15–20 cm.
ŁodygaPłytko pod ziemią tworzy krótkie, walcowate, ciemnobrunatne i silnie włókniste kłącze, okryte na szczycie łuskami. Z kątów łusek wyrastają liście oraz owłosione, czerwone lub brązowe głąbiki zakończone pojedynczymi kwiatami. Z kłącza wyrastają słabo rozgałęzione i niezbyt liczne korzenie osiągające zwykle tylko do 20 cm długości.
LiścieCzęściowo zimozielone, skórzaste i długoogonkowe, tworzą przyziemną rozetę. Początkowo są biało owłosione lub białowełniste, z czasem stają się gładkie. Młode jasnozielone, z wiekiem robią się ciemnozielone z wierzchu, a od spodu mniej lub bardziej zabarwione na czerwono-fioletowo. Blaszka liściowa trójklapowa, całobrzega, u nasady sercowata.
KwiatyNiebiesko-fioletowe kwiaty o średnicy 15–30 mm pojawiają się wczesną wiosną zanim rozwiną się liście na szypułkach wysokości 10 cm. Czasem mają barwę różową, rzadziej białą. Pojedyncze kwiaty podparte są trzema niewielkimi, jajowatymi i tępo zakończonymi, siedzącymi i złączonymi u nasady listkami (podkwiatkami), tworzącymi pozorny kielich. Listki te nie opadają, także podczas dojrzewania owoców. Okwiat przeważnie złożony z 5–6 (rzadko do 15) barwnych listków. Kwiat ma wiele spiralnie ustawionych słupków oraz pręcików o białych lub różowych nitkach. Słupki są omszone, zwieńczone krótkimi, prostymi szyjkami.
OwoceZbiorowe. Z poszczególnych zalążni rozwijają się pojedyncze, jednonasienne, podłużne i omszone niełupki z niewielkim, krótkim dzióbkiem. Poszczególne owoce zaopatrzone są w niewielkie ciałko tłuszczowe (elajosom).

## Biologia

### Rozwój
Młode rośliny lub sadzonki powstałe po podzieleniu kłącza rosną początkowo bardzo wolno. Bylina (hemikryptofit) po spoczynku zimowym rozwija się na przedwiośniu korzystając z pracy ubiegłorocznych, zimozielonych liści. Najpierw w okresie od marca do maja rozwijają się kwiaty wyrastające z pączków formujących się jeszcze jesienią roku poprzedniego, z pewnym opóźnieniem rozwijają się liście (ubiegłoroczne w tym czasie więdną). Poszczególne kwiaty utrzymują się przez 8 dni, przy czym w czasie deszczowej pogody oraz na noc zamykają się i zwieszają. W trakcie kwitnienia płatki wciąż rosną, podwajając w tym czasie swą długość. Ponieważ kwiaty rozwijają się stopniowo jedna roślina kwitnie około 3 tygodni. Kwiaty wydzielają delikatny zapach i zapylane są przez owady: muchowate, pszczoły, chrząszcze i motyle. Owoce osypują się zwykle w drugiej połowie maja, przy czym szybko tracą zdolność kiełkowania. Rozprzestrzeniane się za pomocą mrówek (myrmekochoria). Mniejszą rolę w rozprzestrzenianiu roślin odgrywa rozgałęziające się i rozrastające kłącze. Im starsze rośliny, tym większe formują kępy i obficiej kwitną (ze starych kęp wyrastać może ponad 20 kwiatów). Przylaszczki są długowieczne – znane są okazy osiągające wiek stu lat.

### Cechy fitochemiczne
Jest to roślina trująca w przypadku spożycia większej jej ilości. Podobnie jak inne gatunki z rodziny jaskrowatych zawiera we wszystkich organach trujący glikozyd ranunkulinę, saponiny i flawonoidy (kemferol i kwercetynę). Poza tym w zielu obecny jest glikozyd hepatrylobina i enzym emulsyna, olejek eteryczny, garbniki, śluzy i sole mineralne. Ranunkulina łatwo się rozkłada na glukozę i toksyczną protoanemoninę pod wpływem enzymu ranunkulazy podczas suszenia lub przy zniszczeniu tkanek (np. przy zrywaniu, rozcieraniu lub żuciu rośliny). Protoanemonina to lakton o gorzkim i piekącym smaku i ostrym zapachu. Wykazuje bardzo silne działanie drażniące błony śluzowe i skórę. W wyniku kontaktu z rozgniecioną rośliną lub z jej sokiem na skórze pojawia się zaczerwienienie i obrzęk, piekący ból i pęcherze. Dłuższy kontakt prowadzi do rozpadu tkanki. Zatrucia w wyniku spożycia są bardzo rzadkie z powodu piekącego smaku roślin. W przypadku spożycia następuje zapalenie błony śluzowej jamy ustnej, żołądka i jelit, krwawa biegunka, omdlenia, czasem drgawki, w końcu niewydolność krążeniowa, oddechowa i zapalenie nerek z krwiomoczem i białkomoczem. W wyniku zatrucia może nastąpić nieodwracalne uszkodzenie nerek. W przypadku spożycia roślin konieczne jest płukanie żołądka, nie wolno wywoływać wymiotów, podawać należy natomiast duże ilości płynów.

### Genetyka
Liczba chromosomów 2n = 14, wykryto także rasy o odmiennych liczbach chromosomowych.

## Systematyka i zmienność
Karol Linneusz opisał pierwotnie ten gatunek w Species Plantarum (1753) jako Anemone hepatica, zaliczając go do rodzaju zawilec Anemone. Później jednak przez ponad dwa wieki dominował w systematyce pogląd o rozdzielności rodzajów Hepatica i Anemone. Tak też i w polskiej literaturze taksonomicznej rodzaje te wciąż są rozdzielane. W literaturze naukowej ostatnio coraz częściej kwestionuje się jednak rozłączne traktowanie tych rodzajów, ponieważ w świetle badań nad filogenezą ujęcie takie zmienia rodzaj Anemone w takson parafiletyczny. Zgodnie z aktualną wiedzą przylaszczka pospolita jest bardzo bliską krewną grupy zawilców, do których należy m.in. zawilec narcyzowy Anemone narcissiflora, podczas gdy pozostałe gatunki zawilców wraz z sasankami Pulsatilla tworzą klad odrębny. W efekcie coraz częściej w literaturze naukowej i w taksonomicznych bazach danych rodzaj Hepatica włączany jest do Anemone i w takim ujęciu przylaszczka pospolita uznawana jest za Anemone hepatica zgodnie z diagnozą Linneusza (Sp. pl. 1:538; 2: errata. 1753).

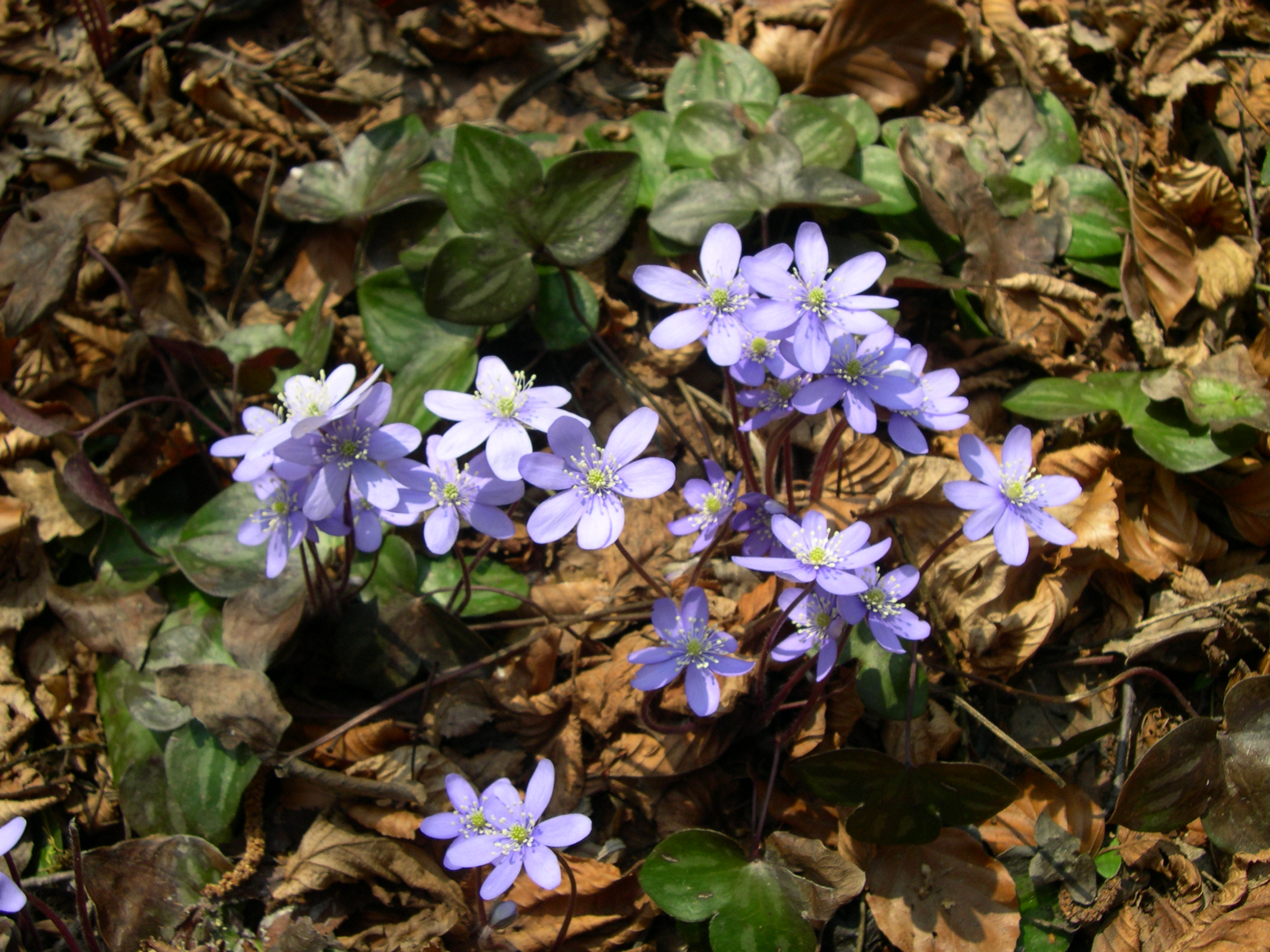
Plamiaste liście typowe dla odmiany pyrenaica

### Odmiany geograficzne
Podobnie jak dyskusyjna jest kwestia usytuowania gatunku w systemie nadrzędnych kategorii systematycznych, nie ma ustalonego konceptu odnośnie do podziału gatunku na odmiany, które często, zwłaszcza dawniej, w różnym zakresie podnoszono do rangi odrębnych gatunków. Taksonem nominatywnym (typowym) jest odmiana (varietas) nobilis występująca w Europie i jej dotyczy opis gatunku. Poza tym wyróżnia się następujące odmiany:
- Hepatica nobilis var. asiatica Schreb. (syn. Hepatica asiatica Nakai)

Odmiana spotykana w Korei oraz na przyległych terenach Chin i Rosji. Jest nieco mniejsza od odmiany typowej – osiąga do 12–18 cm wysokości, listki okwiatu mają 7–12 mm długości, kwitnie wcześniej (luty–marzec), głąbik jest silnie, odstająco, srebrzyście owłosiony. Kwiaty mają barwę od różowych do fioletowych, często są też białe.
- Hepatica nobilis var. japonica (syn. Hepatica japonica, Hepatica yunnanensis Franch.)

Odmiana występująca dziko w Japonii na wyspie Honsiu. Wyróżnia się okazałymi kwiatami o zmiennej barwie okwiatu – od czysto białego, poprzez różowe, czerwone, fioletowe do niebieskich. Od tej odmiany pochodzi szereg kultywarów o kwiatach różnobarwnych, pełnych, z barwnymi pręcikami.
- Hepatica nobilis var. pyrenaica (syn. Hepatica pyrenaica)

Odmiana występująca na południowo-zachodnim krańcu zasięgu przylaszczki pospolitej, w Pirenejach. Wyróżnia się plamistymi, srebrzysto-zielonymi liśćmi.
Jako odmiany przylaszczki pospolitej bywają uznawane taksony północnoamerykańskie, traktowane tu jako gatunki odrębne zgodnie z danymi GRIN. Są to tzw. gatunki zastępcze, pochodzące najprawdopodobniej od tej samej formy macierzystej rozdzielonej w neogenie. Od europejskiej przylaszczki pospolitej odróżniają się węższymi listkami okwiatu, większymi podkwiatkami tworzącymi pozorny kielich, krótszymi i mniej owłosionymi głąbikami:
- Anemone acutiloba (DC.) G. Lawson (syn. Hepatica nobilis var. acuta (Pursh) Steyerm.)
- Anemone americana (DC.) H. Hara (syn. Hepatica nobilis var. obtusa (Pursh) Steyerm., H. n. var. americana DC.)

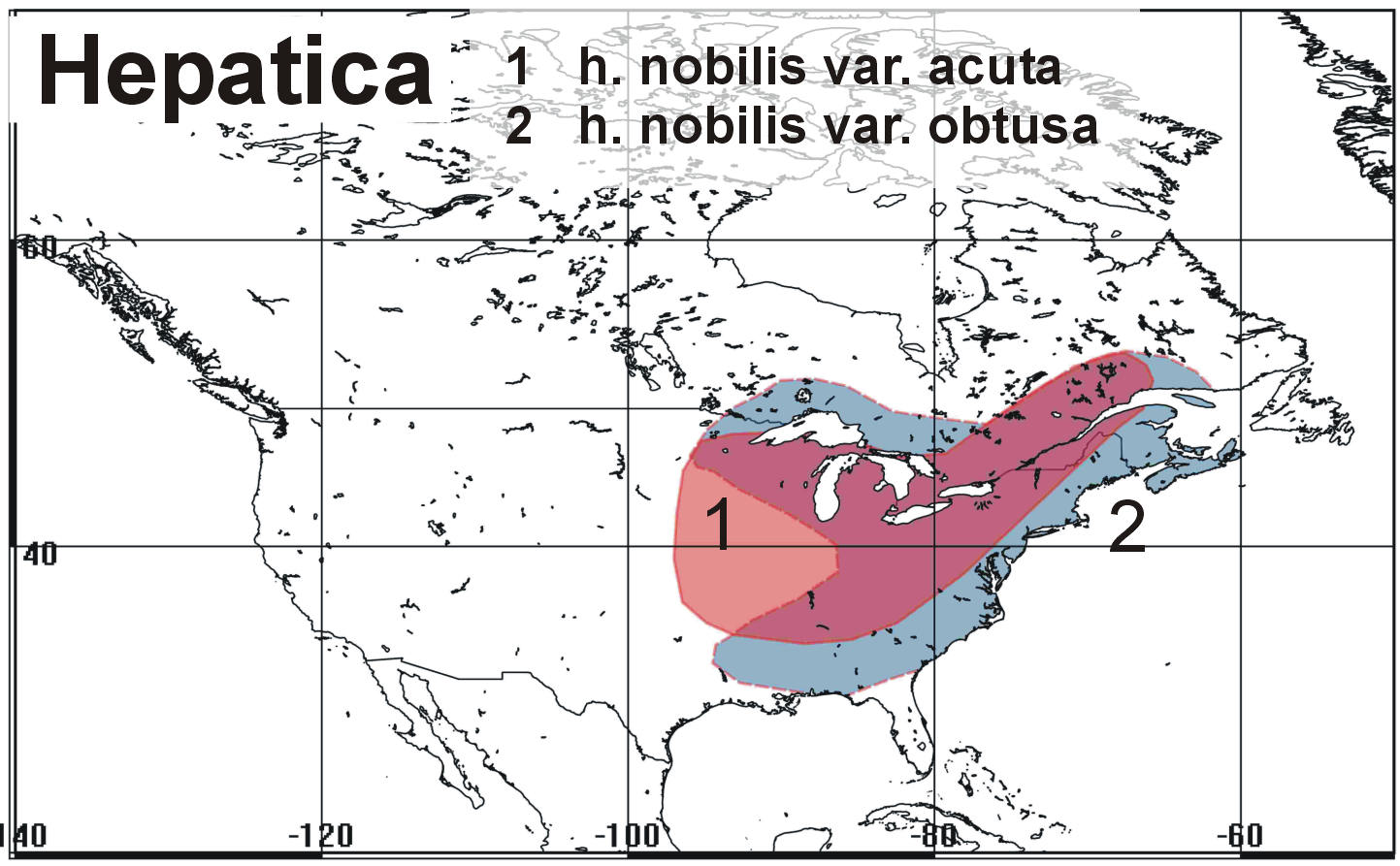
1) var. acuta, 2) var. obtusa
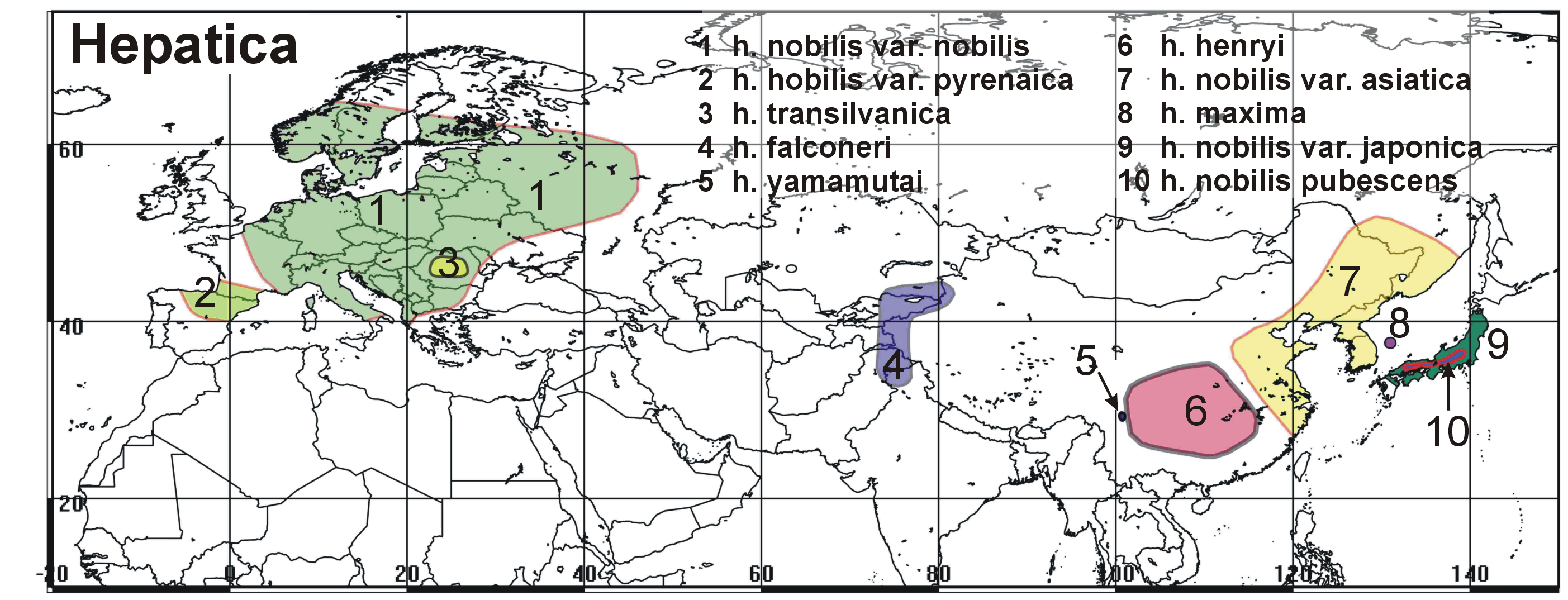
1) var. nobilis, 2) var. pyrenaica, 7) var. asiatica, 9) var. japonica

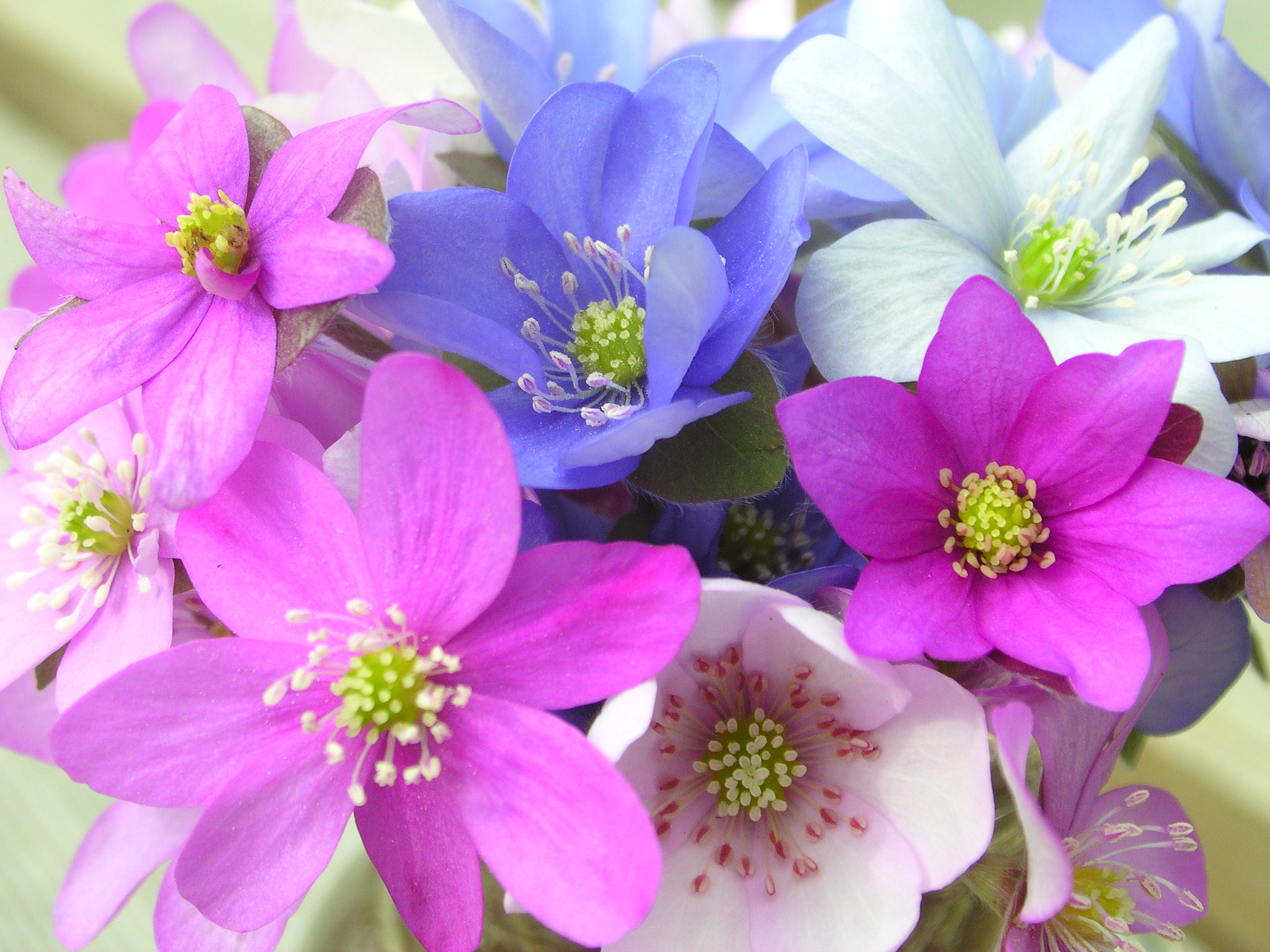
Odmiany o różnych barwach kwiatów

### Formy i odmiany uprawne

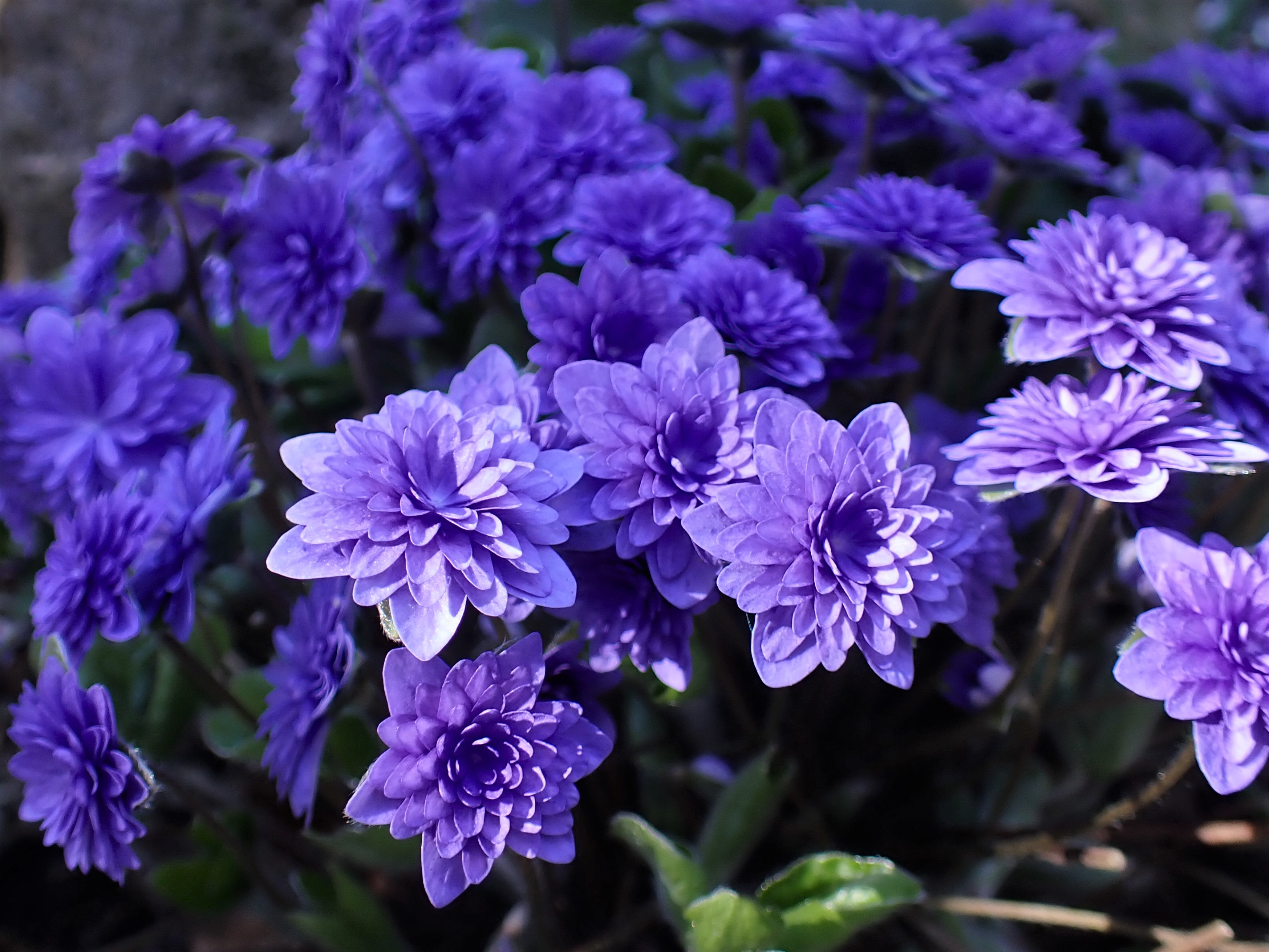
Odmiana 'Plena Blue'

Zmienność morfologiczna jest powodem wyróżniania rozmaitych form różniących się barwą kwiatów, stopniem owłosienia oraz kształtem liści. Forma (w źródle w randze odmiany) multiloba C. Hartm. (syn. Anemone rhaetica Brügg) cechuje się obecnością 1–2 dodatkowych klap, tak że cały liść sprawia wrażenie 5-klapowego. Forma taka opisana została ze wschodnich Karpat. Opisano także z rejonu obecnej zachodniej Ukrainy formę pośrednią subquinquefolia Zapał. Spośród odmian uprawnych szczególnie cenione są te z kwiatami o barwie odmiennej od typowej i kwiatach pełnych, np.:
- ‘Alba’ – kwiaty białe[34],
- ‘Alba Plena’ – kwiaty białe, pełne[13],
- ‘Ballardii’ – kwiaty jasnobłękitne[8],
- ‘Rosea’ – kwiaty różowe[12],
- ‘Rosa Plena’ – kwiaty różowe, pełne[13],
- ‘Rubra’ – kwiaty czerwono-różowe[34],
- ‘Rubra Plena’ – kwiaty purpurowe, pełne[13].

### Mieszaniec
Przylaszczka pospolita tworzy mieszańca ze spotykaną w Rumunii i na Węgrzech przylaszczką siedmiogrodzką Hepatica transsilvanica Fuss (=Anemone transsilvanica (Fuss) Heuff.). Takson mieszańcowy znany jest jako przylaszczka pośrednia Hepatica ×media Simk. Także i on tworzy odmiany uprawne, spośród których wyróżnia się ‘Ballardii’ o silniejszym wzroście i większych kwiatach (do 4 cm średnicy).

## Nazewnictwo
Gatunek znany był w przeszłości pod różnymi nazwami zwyczajowymi. Najstarsze dokumenty piśmienne zawierające jego polską nazwę (XV wiek) określają go mianem „podlasczky” i „podlaszczky”, przy czym nazwa ta w formie „podlaszczki” spotykana jest jeszcze w publikacjach z końca XIX wieku Józefa Rostafińskiego i Jana Karłowicza. Syreniusz na początku XVII wieku użył nazwy „troianek”, która spotykana była też później w wydawnictwach XIX-wiecznych (jako „trojanek”, a w formie nazwy botanicznej jako „trojanek szlachetny”). Podobną dawną nazwą – też odwołującą się do charakterystycznych, trójklapowych liści – jest „trójczak”. Ze względu na kształt liści, zastosowanie i nazwę łacińską roślina znana była także jako „wątrobnica”, „wątrobnik” i „ziele wątrobne”. Ze względu na nierzadkie włączanie gatunku do rodzaju zawilec (Anemone), był on także nazywany mianem „zawilca trojanka” (wiele publikacji z XIX wieku), „zawilca przylaszczki”, a także pod dawną nazwą stosowaną w odniesieniu do zawilca – „wietrznica”, też w formie „wietrznica przylaszczka”. W publikacjach około połowy XIX wieku pojawia się też nazwa „przylaszczka”, w pracy Stanisława Dembosza z 1841 r. na temat flory okolic Krakowa także w przyjętej później powszechnie nazwie jako „przylaszczka pospolita”. W literaturze specjalistycznej w XX wieku i współcześnie właśnie nazwa „przylaszczka pospolita” została powszechnie przyjęta, nie pojawiły się propozycje zmian dostosowujące nazwę zwyczajową do zmieniającego się ujęcia systematycznego gatunku (w nowszych pracach systematycznych dawny rodzaj Hepatica włączany jest jako grupa do rodzaju Anemone).
Nazwa naukowa Hepatica nobilis składa się z nazwy rodzajowej Hepatica wywodzonej od greckich słów ἧπαρ (hépar, „wątroba”) i ἡπατικός (hepatikós, „wątrobiany”) lub pochodzących od nich łacińskich hepar („wątroba”) i hepaticus („wątrobiany, „chory na wątrobę”). Słowo nobilis to łaciński przymiotnik znaczący „szlachetny, znakomity, znany”.

## Ekologia
Przylaszczka pospolita rośnie w lasach i zaroślach, chętnie na podłożu wapiennym (roślina wapieniolubna) lub obojętnym. Wymaga gleb gliniastych, próchnicznych, na lżejszych rośliny rosną słabiej, są jaśniejsze – żółtozielone i słabiej kwitną. Przylaszczki preferują stanowiska cieniste i półcieniste, świeże do suchych. Rosną w żyznych lasach liściastych – buczynach, grądach i świetlistych dąbrowach. W klasyfikacji zbiorowisk roślinnych to gatunek charakterystyczny dla klasy (Cl.) Querco-Fagetea. W typologii siedlisk leśnych jest gatunkiem wskaźnikowym dla lasu mieszanego świeżego (LMśw, też LMwyżśw) i obecności próchnicy właściwej. Na poszczególnych stanowiskach występuje zwykle po kilkadziesiąt roślin. Przylaszczki zużywają duże ilości biogenów, ograniczając rozwój roślin w sąsiedztwie, zwłaszcza przedstawicieli bobowatych. Mimo zawartości trujących glikozydów są chętnie zjadane wiosną przez sarny. Możliwość ich spożywania tłumaczona jest przemiennym żerowaniem (zwierzęta nie zjadają jednorazowo dużych ilości jednego gatunku) oraz obecnością w przewodzie pokarmowym tych zwierząt mikroorganizmów neutralizujących substancje toksyczne. Liście przylaszczek są minowane przez larwy błonkówki Pseudodineura mentiens (pilarzowate Tenthredinidae).

## Zagrożenia i ochrona
Jako efektownie kwitnąca wczesną wiosną roślina, przylaszczka narażona jest na zrywanie kwiatów, wykopywanie i przesadzanie do ogródków. Była także pozyskiwana na potrzeby przemysłu farmaceutycznego. W przeszłości kwiaty przylaszczki były w ogromnych ilościach zrywane i oferowane na wiosennych targach kwiatowych. Ponieważ przyczyniało się to wszystko do zanikania stanowisk, gatunek ten objęty został w Polsce ochroną. W okresie powojennym przylaszczka objęta została zakazem zbioru w Lasach Państwowych na podstawie zarządzenia Ministerstwa Leśnictwa z 16 sierpnia 1946 skierowanego do Dyrekcji Okręgowych Lasów. W wydanym dwa tygodnie później rozporządzeniu zawierającym listę gatunków roślin poddanych prawnej ochronie gatunkowej i w kolejnych aktach prawnych tego typu publikowanych przed 2001 rokiem – przylaszczka nie była wymieniona. W 2001 roku przylaszczka objęta została prawną ochroną częściową, a od roku 2004 ochroną ścisłą. Od roku 2014 nie podlega ochronie. Liczne stanowiska przylaszczki chronione są poza tym w rezerwatach przyrody i parkach narodowych. Siedliska przyrodnicze, jakie zajmuje (buczyny i grądy), stanowią także przedmiot ochrony w obszarach Natura 2000.
Mimo że gatunek ten nie jest wymieniany ani w krajowej liście gatunków zagrożonych ani w listach regionalnych, z powodu rzadkości występowania na niektórych obszarach (np. w zachodniej Polsce) uznawany jest za „kandydata na czerwoną listę”.
Gatunek ten podlega ochronie prawnej w Niemczech oraz we francuskim regionie Górna Normandia. W Szwajcarii jest uznany za gatunek najmniejszej troski w Czerwonej Księdze gatunków zagrożonych.

## Zastosowanie

### Roślina lecznicza
W przeszłości przylaszczka znana była i ceniona jako roślina lecznicza. Współcześnie nie ma już takiego zastosowania z powodu odkrycia właściwości toksycznych. Esencja z przylaszczki używana jest w homeopatii.
HistoriaO przylaszczce jako roślinie leczniczej wzmiankowali m.in. Hieronim Bock i Pierandrea Matthioli. W lecznictwie ludowym stosowano przylaszczkę w schorzeniach wątroby i pęcherzyka żółciowego, jako środek moczopędny i przeczyszczający. Świeże liście przykładano na rany. Sporządzano także napary z kwiatów i liści. Pierwszy z nich używany był do przemywania oczu przy zapaleniu spojówek oraz w trakcie leczenia żółtaczki, migren oraz chorób z uporczywym kaszlem i gorączką. Napar z liści stosowany był przy przewlekłych stanach zapalnych oskrzeli, poza tym podobnie używano go przy żółtaczce, kaszlu, gorączce i bólach głowy.
Stosowanie przylaszczki w leczeniu schorzeń wątroby miało swe źródło w tzw. nauce o sygnaturach, z której wynikać miało, że do leczenia każdej choroby przypisane zostało przez odpowiedni kształt lub barwę jakieś ziele. W tym przypadku zastosowanie ziela wynikało z podobieństwa liści do płatów wątroby. Zgodnie z poglądami Jakuba Böhmego przylaszczka została naznaczona przez Boga, który wskazał jej wartość i zastosowanie.
Surowiec zielarskiObecnie przylaszczek nie zbiera się do celów leczniczych. W przeszłości zbierano młode liście lub całe ziele w końcu kwietnia i na początku maja – Herba et Folium Hepaticae nobilis (ew. Herba Hepaticae trilobae).
DziałanieSubstancje zawarte w zielu wykazują działanie żółciopędne, moczopędne i wykrzuśne, według niektórych źródeł także przeciwzapalne, przeciwkrwotoczne, przeczyszczające, przeciwbólowe i antyseptyczne. W leczeniu stanów zapalnych dróg oddechowych, wątroby i pęcherzyka żółciowego stosowano napar z ziela. Taki sam napar stosowany zewnętrznie leczył ropiejące rany i wypryski, służył do płukania krwawiących dziąseł. Herbatka z liści stosowana była pomocniczo przy leczeniu kamicy żółciowej.

### Roślina ozdobna
Przylaszczka uprawiana jest jako roślina ozdobna, przy czym ceniona jest ze względu na efektowne kwiaty, wczesne kwitnienie, dekoracyjne ulistnienie, bardzo dużą cienioznośność i odporność na inne niekorzystne warunki środowiska, a także z powodu długowieczności. W Polsce wciąż jest rzadko obecna w ofercie szkółek ogrodniczych z powodu trudności w rozmnażaniu. Stosowana w ogrodach skalnych lub w założeniach parkowych o charakterze leśnym, najlepiej w grupach. Tworzy efektowne kompozycje z innymi gatunkami kwitnącymi wiosną – cebulowymi, też z miłkiem wiosennym, zawilcami, fiołkiem wonnym.

### Inne zastosowania
Mimo zawartości substancji szkodliwych liście stosowano dawniej jako surogat herbaty.

## Uprawa
WymaganiaPrzylaszczka pospolita najlepiej rośnie na podłożu żyznym, próchnicznym i stale wilgotnym, w miejscach częściowo zacienionych. Udaje się także na stanowiskach słonecznych, o ile są one odpowiednio wilgotne.
RozmnażanieRozmnaża się ją zwykle przez podział, ponieważ słabo wiąże nasiona, a dodatkowo w przypadku odmian o pełnych kwiatach rozmnażana z nasion nie zachowuje cech osobników macierzystych. Zaleca się wysiewać nasiona zaraz po ich dojrzeniu, do gleby wilgotnej w miejscu osłoniętym. W przypadku ich przechowywania wymagają stratyfikacji – przez 3 tygodnie należy je przechowywać w temperaturze 0–5 °C. Kiełkowanie trwa od 1 do 12 miesięcy. Po pikowaniu siewek należy umożliwić im rozwój przez pierwszy rok w szklarni, dbając o ich ocienienie i zapewnienie stałej wilgotności. Wysadzać na stałe miejsce należy w końcu wiosny lub na początku lata. Podział roślin dojrzałych (najlepiej możliwie dużych kęp) zaleca się wykonywać w końcu zimy tuż przed rozpoczęciem kwitnienia lub bezpośrednio po kwitnieniu. Podzielone rośliny należy wysadzić od razu w miejsce docelowe. Przylaszczki preferują spokój, bardzo źle znoszą uszkodzenia korzeni, a po podziale rosną bardzo wolno. Z tego powodu zaleca się ich przesadzanie tylko w ostateczności.

## Choroby i szkodniki
Wilgotne, deszczowe lato sprzyja rozwojowi grzybów powodujących plamistość liści przylaszczki. Na liściach pojawia się w efekcie porażenia coraz więcej okrągłych plam i pod koniec sezonu mogą one pokrywać niemal całą blaszkę. W celu zwalczenia choroby należy usuwać liście, na których pojawiają się zmiany chorobowe. Zalecane jest też opryskiwanie roślin fungicydami.
Liście przylaszczek są chętnie zjadane przez ślimaki.

## Znaczenie w kulturze i symbolice

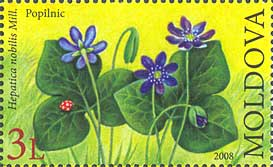
Przylaszczka jako motyw na znaczku pocztowym

Przylaszczka dzięki efektownym kwiatom pojawiającym się tuż po zimie jest rośliną lubianą i znaną w obszarze jej występowania, obecna jest w folklorze i tradycjach wielu krajów, często przedstawiana jest na wyrobach ceramicznych i hafciarskich. Motyw jej kwiatów jest popularny na Litwie (jako „zibute” lub „zibuokle”). W Norwegii przylaszczka stanowi symbol jednego z 19 okręgów – Akershus. W Finlandii jest symbolem regionu Häme. W Szwecji symbolizuje partię szwedzkich demokratów (SD).
W przeszłości symboliczne znaczenie miał kształt liści, który przez swe podobieństwo do wątroby miał być znakiem od Boga co do możliwości stosowania i wartości rośliny.
Gatunkowi temu przypisane są też właściwości magiczne – ziele noszone w woreczku przez kobietę ma jej zagwarantować miłość mężczyzny.